# Municipio de Washington (condado de Macomb)
El municipio de Washington (en inglés: Washington Township) es un municipio ubicado en el condado de Macomb en el estado estadounidense de Míchigan. En el año 2010 tenía una población de 25139 habitantes y una densidad poblacional de 264,1 personas por km².

## Geografía
El municipio de Washington se encuentra ubicado en las coordenadas 42°45′56″N 83°2′49″O / 42.76556, -83.04694. Según la Oficina del Censo de los Estados Unidos, el municipio tiene una superficie total de 95.19 km², de la cual 91.88 km² corresponden a tierra firme y (3.47%) 3.3 km² es agua.

## Demografía
Según el censo de 2010, había 25139 personas residiendo en el municipio de Washington. La densidad de población era de 264,1 hab./km². De los 25139 habitantes, el municipio de Washington estaba compuesto por el 94.77% blancos, el 1.57% eran afroamericanos, el 0.2% eran amerindios, el 1.05% eran asiáticos, el 0.04% eran isleños del Pacífico, el 1.04% eran de otras razas y el 1.33% pertenecían a dos o más razas. Del total de la población el 3.86% eran hispanos o latinos de cualquier raza.